# Sinularia terspilli
Sinularia terspilli är en korallart som beskrevs av Verseveldt 1971. Sinularia terspilli ingår i släktet Sinularia och familjen läderkoraller. Inga underarter finns listade i Catalogue of Life.